# Batrachyla taeniata
Batrachyla taeniata är en groddjursart som först beskrevs av Girard 1855.  Batrachyla taeniata ingår i släktet Batrachyla och familjen Ceratophryidae. IUCN kategoriserar arten globalt som livskraftig. Inga underarter finns listade.

## Bildgalleri

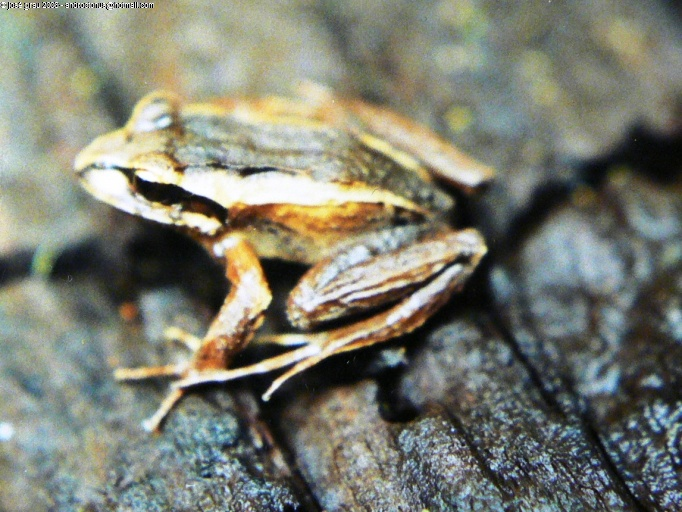